# الغسانیه، لبنان
الغسانیه (به عربی: الغسانية) یک منطقهٔ مسکونی در لبنان است که در شهرستان صیدا واقع شده‌است.